# Washington Redskins 1941
La stagione 1941 dei Washington Redskins è stata la decima della franchigia nella National Football League e la quarta a Washington. Sotto la direzione del capo-allenatore Ray Flaherty la squadra ebbe un record di 6-5, terminando terza nella NFL Eastern e non facendo ritorno ai playoff dopo essere arrivata in finale l'anno precedente.

## Calendario
| Stagione regolare |                    |                        |                    |                    |                    |                    |                    |
| Turno             | Data               | Avversario             | Risultato          | Record             | Stadio             | Pubblico           | Sintesi            |
| 1                 | Settimana di pausa | Settimana di pausa     | Settimana di pausa | Settimana di pausa | Settimana di pausa | Settimana di pausa | Settimana di pausa |
| 2                 | Settimana di pausa | Settimana di pausa     | Settimana di pausa | Settimana di pausa | Settimana di pausa | Settimana di pausa | Settimana di pausa |
| 3                 | Settimana di pausa | Settimana di pausa     | Settimana di pausa | Settimana di pausa | Settimana di pausa | Settimana di pausa | Settimana di pausa |
| 4                 | 28 settembre       | New York Giants        | S 10–17            | 0–1                | Griffith Stadium   | 35,677             | Recap              |
| 5                 | 5 ottobre          | Brooklyn Dodgers       | V 3–0              | 1–1                | Griffith Stadium   | 32,642             | Recap              |
| 6                 | 12 ottobre         | at Pittsburgh Steelers | V 24–20            | 2–1                | Forbes Field       | 18,733             | Recap              |
| 7                 | 19 ottobre         | at Philadelphia Eagles | V 21–17            | 3–1                | Shibe Park         | 19,071             | Recap              |
| 8                 | 26 ottobre         | Cleveland Rams         | V 17–13            | 4–1                | Griffith Stadium   | 32,820             | Recap              |
| 9                 | 2 novembre         | Pittsburgh Steelers    | V 23–3             | 5–1                | Griffith Stadium   | 30,755             | Recap              |
| 10                | 9 novembre         | at Brooklyn Dodgers    | S 7–13             | 5–2                | Ebbets Field       | 31,713             | Recap              |
| 11                | 16 novembre        | at Chicago Bears       | S 21–35            | 5–3                | Wrigley Field      | 30,095             | Recap              |
| 12                | 23 novembre        | at New York Giants     | S 13–20            | 5–4                | Polo Grounds       | 49,317             | Recap              |
| 13                | 30 novembre        | Green Bay Packers      | S 17–22            | 5–5                | Griffith Stadium   | 35,594             | Recap              |
| 14                | 7 dicembre         | Philadelphia Eagles    | V 20–14            | 5–6                | Griffith Stadium   | 27,102             | Recap              |

Nota: gli avversari della propria division sono in grassetto.

## Classifiche
| NFL Eastern         |   |   |   |      |       |     |     |     |
|                     | V | S | P | %    | DIV   | PF  | PS  | STR |
| New York Giants     | 8 | 3 | 0 | .727 | 6–2   | 238 | 114 | S1  |
| Brooklyn Dodgers    | 7 | 4 | 0 | .636 | 6–2   | 158 | 127 | V2  |
| Washington Redskins | 6 | 5 | 0 | .545 | 5–3   | 176 | 174 | V1  |
| Philadelphia Eagles | 2 | 8 | 1 | .200 | 1–6–1 | 119 | 218 | S3  |
| Pittsburgh Steelers | 1 | 9 | 1 | .100 | 1–6–1 | 103 | 276 | S2  |

Note: I pareggi non venivano conteggiati ai fini della classifica fino al 1972.